# Mary Outerbridge
Mary Ewing Outerbridge (ur. 9 marca 1852 w Filadelfii, zm. 3 maja 1886 w Staten Island) – amerykańska pionierka tenisa.

## Życiorys
Była córką Alexandra (1816–1900, urzędnika) i Laury Catherine z domu Harvey (1818–1867), miała liczne rodzeństwo (jeden z braci Eugenius Harvey Outerbridge został pierwszym dyrektorem zarządu portu w Nowym Jorku). Według tradycji rodzinnej miała w 1874 roku w czasie wakacji na Bermudach zobaczyć stacjonujących tam żołnierzy brytyjskich grających w tenisa (rok wcześniej opatentowanego przez angielskiego wojskowego Waltera Wingfielda pod nazwą „sphairistike”) i zaintrygowana grą nakłonić swojego brata Emiliusa (1846–1921) i jego przyjaciół do zbudowania pierwszego w Ameryce kortu – przy Staten Island Cricket and Baseball Club.
Historia ta nie znajduje potwierdzenia w dokumentach – faktycznie tenis pojawił się w USA w 1874 roku w kilku miejscach, najstarsze potwierdzenie pochodzi z Arizony. Mary Outerbridge – bez wątpienia jedna z pionierek – pozostała jednak w tradycji jako „matka amerykańskiego tenisa” i w tym charakterze uhonorowano ją miejscem w Międzynarodowej Tenisowej Galerii Sławy w 1981 roku. Zmarła w wieku 34 lat w 1886 roku, pięć lat po inauguracji mistrzostw USA, przyszłego turnieju wielkoszlemowego.